# Понинский, Криштоф
Граф Криштоф Генрих Понинский (15 июля 1802, Дембовы-Гай — 5 мая 1876, Вроцлав) — силезский ландрат (староста), дворянин и политик.

## Биография
Представитель польского дворянского рода Понинских герба «Лодзя». Второй сын графа Игнацы Августа Понинского (1759—1831) и Фредерики Шарлотты, графини фон Дона-Вианен. Его братьями были Вильгельм Фридрих (1786—1854), Эдвард (1796—1818), Адольф (1801—1878) и Август (1791—1832).
С 1822 года Криштоф Понинский учился на юридическом факультете Гейдельбергского университета. В 1828 года работал в городском суде во Вроцлаве. В 1840—1851 годах занимал должность старосты повята львувекского. Затем получил он был переведен на аналогичную должность в рандувском повяте. В 1851 году Кшиштоф Понинский был старшим советником в отделе внутренних дел в Потсдаме. В 1867 году он был назначен на пост вице-президента Административного округа Бреслау.
В 1849—1851 годах Криштоф Понинский был депутатом второй палаты прусского ландтага.
В 1840-х годах он владел землями в львувекском повете: Белянка, Радомиловице и Дембовы-Гай.

## Награды
- Кавалер Ордена Красного орла III степени с лентой
- Кавалер Рыцарского креста ордена Дома Гогенцоллернов
- Кавалер княжеского ордена Дома Гогенцоллернов III класса
- Кавалер Саксонского ордена Альбрехта I класса

## Семья и дети
27 ноября 1832 года женился на графине Бернардине Вильгемине-Амалии фон Дона-Шлодиен (1808—1869), дочери графа Альбрехта фон Дона-Шлодиен и Элизы фон Бенкендорф. их дети:
- Валерия Понинская (род. 1836)
- Бернард Понинский (1837—1882)
- Альфред Понинский (1841—1913)
- Аполлония Понинская (род. 1843)
- Адольфина Понинская (род. 1846)
- Бернардина Понинская (род. 1848)